# Institution of Engineering and Technology
Die Institution of Engineering and Technology (IET) ist eine britische Standesvertretung für in Ingenieurwesen und Technologiebereich tätige Personen im Vereinigten Königreich. Sie entstand aus zwei eigenständigen Institutionen: der Institution of Electrical Engineers (IEE), gegründet 1871, und der Institution of Incorporated Engineers (IIE) gegründet 1884. Die Vereinigung hat weltweit mehr als 153.000 Mitglieder. Im Oktober 2009 war der Präsident Professor Christopher Snowden und der Chief Executive and Secretary Nigel Fine. Die Hauptbüros der Institution befinden sich im Savoy Place, London, und dem Michael Faraday House, Stevenage.  Daneben besitzt die IET Räumlichkeiten in Birmingham, Glasgow, Edison(New Jersey), Peking, Hongkong and Bengaluru.
Nach dem amerikanischen IEEE ist die IET die zweitgrößte Ingenieursvertretung der Welt. Die IET besitzt die Befugnis, Berufsregistrierungen von Ingenieuren durch den Engineering Council UK anzulegen. Das IEEE hat hingegen keine Befugnis dazu.
Die IET ist als gemeinnützige Organisation in England, Wales und Schottland eingetragen.

## Gründung
2004 begannen Gespräche zwischen der IEE und der IIE über die Gründung der neuen Institution. Im September 2005 stimmten beide Institutionen über einen Zusammenschluss ab und die Mitglieder befürworteten die Neugründung (73,5 % IEE, 95,7 % IIE).  Also wurde eine offizielle Anfrage nach einer zusätzlichen Urkunde an den Privy Council des Vereinigten Königreichs gestellt, welche die Gründung einer neuen Institution ermöglicht. Diese wurde durch den Privy Council am 14. Dezember 2005 angenommen und die neue Institution wurde am 31. März 2006 offiziell begründet.
Die neuen Statuten wurde von der außerordentlichen Generalversammlung im September 2005 bestätigt; annähernd 250 IEE-Mitglieder unterschrieben eine Anfrage nach einer Bewertung durch eine Arbeitsgruppe. Am 22. März 2006 wurde deshalb eine weitere außerordentliche Generalversammlung von der IEE einberufen, welche die Schaffung einer Arbeitsgruppe bestätigte, die im Dezember 2006 Bericht erstattete. Die Arbeitsgruppe empfahl Zusätze zu den Statuten, die von der außerordentlichen Generalversammlung am 17. Mai 2007 angenommen wurden vom e Privy Council im November 2007 ratifiziert wurden.

## Geschichte der IEE
Die Vereinigung wurde 1871 gegründet, Incorporated by Royal Charter in 1921, und hatte zwischenzeitlich um die 120.000 Mitglieder. Die IEE repräsentierte die Ingenieurberufe, nahm eine Rolle bei der Lehre und der Akkreditierung von Kursen mit Abschlüssen ein, und stellte durch ihre Organisation Auszeichnungen, Stipendien, Darlehen und Preise zur Verfügung. Sie war sehr bekannt für ihre Publikation "IEE Wiring Regulations". Eine Arbeit, die nun von der IET verfasst und von der Einrichtung British Standards vertrieben wird.

## Geschichte der IIE
Die Gesellschaft hat ihre Wurzeln in der Vulcanic Society, die 1884 gegründet wurde, 1902 zur Junior Institution of Engineers und 1970 zur Institution of General Technican Engineers wurde. Sie wechselte ihren Namen 1976 in Institution of Mechanical and General Technician Engineers und fusionierte mit der Institution of Technician Engineers in Mechanical Engineering, um 1988 die Institution of Mechanical Incorporated Engineers zu werden. Die Institution of Engineers in Charge, gegründet 1895, schloss sich mit dieser Institution of Mechanical Incorporated Engineers (IMechIE) 1990 zusammen.
Die Institution of Electrical and Electronic Technician Engineers, die Society of Electronic and Radio Technicians und das Institute of Practitioners in Radio and Electronics vereinigten sich 1990, um die neu gegründete Institution of Electronics and Electrical Incorporated Engineers (IEEIE) zu bilden.
Die moderne IIE bildete sich im April 1998 aus der Institution of Electronic and Electrical Incorporated Engineers (IEEIE), der Institution of Mechanical Incorporated Engineers (IMechIE), und dem Institute of Engineers and Technicians (IET). 1999 gab es einen weiteren Zusammenschluss mit der Institution of Incorporated Executive Engineers (IIExE). Die IIE hatte weltweit etwa 40.000 Mitglieder.

## Zweck und Funktion
Die IET repräsentiert die Ingenieurberufe hinsichtlich öffentlicher Belange und unterstützt Regierungen, die Bevölkerung für technologische Fragen zu sensibilisieren. Sie berät ebenfalls auf allen Gebieten des Ingenieurwesens, in regelmäßigen Abständen auch das britische Parlament und andere Behörden.
Die IET stellt ebenfalls den von ihr registrierten und qualifizierten Ingenieuren (CEng, Chartered Engineers) und sogenannten Incorporated Engineers (IEng, per Diplom qualifiziert) die berufsspezifische Bezeichnungen im Namen und für den Engineering Council UK aus. IEng ist in etwa äquivalent zum nordamerikanischen Professional Engineer, CEng ist an einem höheren Level anzusetzen. Beide Bezeichnungen haben eine viel größere geographisch bedingte Anerkennung.
Dies ist möglich durch eine Reihe von Netzwerken für Ingenieure, begründet von der IET und unter Miteinbezug der berufsbezogenen Netzwerke, weltweiter Ingenieurgruppierungen, die gemeinsame technische und berufliche Interessen teilen. Über die IET-Website stellen diese Netzwerke aktuelle und sektorspezifische News zur Verfügung, horten eine Bibliothek von technischen Artikeln und geben den Mitgliedern die Möglichkeit zum Austausch von Wissen und Ideen mit Peergroups über spezifische Diskussionsforen. Ein spezieller Fokus liegt dabei auf Gebieten wie Ausbildung, IT, Energie und Umweltschutz.
Der Verband spielt eine Rolle bei der Ausbildung und sucht ihre Mitglieder in allen Punkten derer Karrieren zu unterstützen, zu beraten und zu leiten, um die Zukunft des Ingenieurwesens sicherzustellen.
Als Beispiel akkreditiert die IET Diplomkurse weltweit für elektrisches, elektronisches, Produktions- und Informationsingenieurwesen. Zusätzlich stellt sie die Finanzierung von beruflichen Entwicklungsprogrammen für diplomierte Ingenieure sicher, inklusive Auszeichnungen, Stipendien, Darlehen und Preisen.
Für die Öffentlichkeit bietet die IET Website Fakten und Informationsübersichten über Themen wie Sonnenenergie, Kernenergie, Brennstoffzellen, Kleinkraftwerke und die möglichen Auswirkungen uf die Gesundheit von Mobiltelefonstrahlung und Stromleitungen.
Die IET betreibt den bibliographischen Informationsservice Inspec, der eine große Indexdatenbank von wissenschaftlicher und technischer Literatur darstellt, und publiziert Bücher und Fachartikel wie Electronics Lettres, Magazine wie Engineering & Technology und Konferenzabläufe.
Über 80,000 technische Artikel sind via IET Digital Library verfügbar.

## Mitgliederkategorien
Der Verband kennt verschiedene Mitgliederkategorien, einige davon sind:
Honorary Fellow (HonFIET)
Die höchste Mitgliederkategorie, vergeben an Personen mit speziellen Verdiensten.
Fellow (FIET)
Diese Kategorie steht Personen offen, die signifikante persönliche Verantwortung, nachhaltige Errungenschaften und Professionalität in für die Institutions relevanten Gebieten gezeigt haben.
Member (MIET oder TMIET)
Diese Kategorie steht professionellen Ingenieuren (MIET) und Technikern (TMIET) mit passenden Qualifikationen offen, die in für die Institutions relevanten Gebieten gezeigt haben. MIET ist eine geregelte in Europa anerkannte Berufsbezeichnung (Directive 2005/36).
Associate
Für Personen, die nicht für die Member-Kategorie qualifiziert sind.
Student
Offen für Personen, die ein Studium zum Ingenieur oder Techniker absolvieren.

## Die IET außerhalb des Vereinigten Königreichs

### Australien
Die IET Australia ist der australische Ableger der IET (Institution of Engineering and Technology). Der australische Zweig der IET hat eine Vertretung in allen Städten und Territorien Australiens. Er beinhaltet die Staatszweigstellen sowie deren angegliederte Jungmitgliedersektionen und Universitätssektionen.
Die Younger Members Section ist unterteilt in Kategorien, basierend auf jeden Staat z. B. IET YMS New South Wales (IET YMS NSW). Es gibt dennoch ein Young Members Board (YMB), das alle Sub-Sektionen koordiniert.

### Hongkong
Die IET HK ist der Ableger in IET Hong Kong (Institution of Engineering and Technology, Hong Kong). Der Hongkonger Zweig der IET hat Vertretungen in der asiatischen Region und bildet auch einen kritischen Link nach China. Er beinhaltet sechs Sektionen, z. B. Electronics & Communications Section (ECS); Informatics and Control Technologies Section (ICTS); Management Section(MS); Power and Energy Section (PES); Manufacturing & Industrial Engineering (MIES); Railway Section(RS) sowie die Younger Members Section.
IET HK hat über 5.000 Mitglieder, die Aktivitäten sind lokal koordiniert. Sie ist eine der Berufsorganisationen für Chartered Engineers in Hongkong. 